# Оселки
Осе́лки (рос. Оселки) — село у складі Прокоп'євського округу Кемеровської області, Росія.

## Населення
Населення — 36 осіб (2010; 66 у 2002).
Національний склад (станом на 2002 рік):
- чуваші — 64 %
- росіяни — 32 %